# London to Brighton Veteran Car Run

De Dion-Bouton Vis-à-vis während der Austragung von 2006

Der London to Brighton Veteran Car Run (seit 2014: Bonhams London to Brighton Veteran Car Run) ist nach Darstellung der Veranstalter die älteste Motorsportveranstaltung der Welt. Zugelassen sind nur Fahrzeuge mit einem Baujahr vor 1905.
Nach Aufheben des Red Flag Act, der schnelles Autofahren verbot, wurde 1896 erstmals die Wettfahrt von London nach Brighton veranstaltet. 

## Geschichte

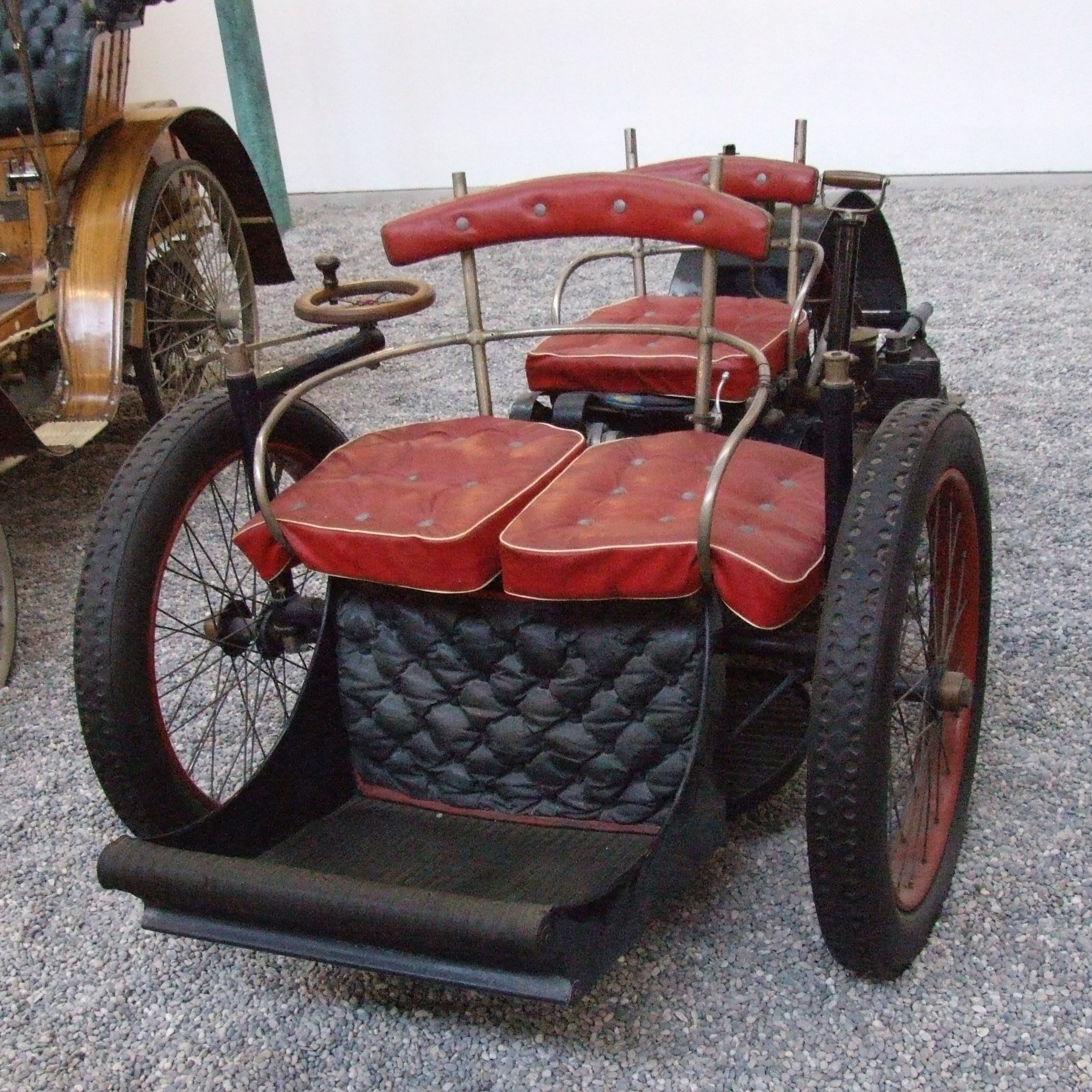
Dreirad von Léon Bollée, ähnlich dem ersten Siegerfahrzeug

Das erste Rennen 1896, organisiert von Henry John „Harry“ Lawson (1852–1925), wurde als The Emancipation Run bekannt; es war ursprünglich die Feier begeisterter Automobilisten anlässlich der Aufhebung des Locomotive Act, der erzwungen hatte, dass Fahrzeuge nicht schneller als 4 mph (6,4 km/h) fahren durften. Dieses Rennen wurde mit dem symbolischen Zerreißen einer roten Flagge durch einen anderen frühen Motorenthusiasten, Murray Edward Gordon Finch-Hatton, 12. Earl of Winchilsea, 7. Earl of Nottingham (1851–1898), gestartet, denn der auch als Red Flag Act bekannte Locomotive Act schrieb vor, dass jedem motorisierten Fahrzeug ein Fußgänger mit roter Flagge vorauszugehen hatte. Sieger des Rennens wurde der französische Konstrukteur Léon Bollée auf einem Léon-Bollée-Dreirad. Das Rennen gehört zum Motorsportjahr 1896.
Die nächste Austragung fand 1927 statt, und seitdem wird es jährlich veranstaltet, mit Ausnahme der Kriegsjahre und der folgenden Kraftstoffknappheit von 1940 bis 1947, sodass der Run das am längsten bestehende Rennen ist. Seit 1930 wird das Rennen vom Royal Automobile Club veranstaltet.
Die 1953 erschienene Filmkomödie Die feurige Isabella (Originaltitel Genevieve) spielt während eines dieser Rennen.

## Verlauf und Bedeutung

Ziellinie des London-Brighton-Veteranenrennens, 2005

Der London to Brighton Veteran Car Run ist auch die größte Versammlung von Veteranenfahrzeugen aus der Frühphase der Automobilgeschichte; 2005 starteten 443 Fahrzeuge. Neben vierrädrigen Autos mit Verbrennungsmotor waren auch Dreiräder sowie Dampfwagen und Elektroautos dabei.
Das Rennen findet am ersten Sonntag im November statt und beginnt bei Sonnenaufgang im Hyde Park in London. Es folgt im Wesentlichen der Überlandstraße A23 und endet in Brighton nach einer Distanz von 86 km (54 Meilen). Unterwegs gibt es zwei offizielle Halte: in Crawley und in Preston Park, einem Vorort von Brighton. Preston Park ist der offizielle Endpunkt des Rennens. Die Fahrzeuge fahren dann jedoch traditionell weiter zur Seepromenade Madeira Drive.
Die Organisatoren betonen, dass dieses Ereignis kein Rennen im strengen Sinne sei; sie veröffentlichen nicht einmal eine Reihenfolge, in der die Fahrzeuge einlaufen. Die Teilnehmer dürfen eine Durchschnittsgeschwindigkeit von 20 mph (32 km/h) nicht überschreiten. Jeder, der vor 16.30 Uhr ankommt, erhält eine Medaille.
Die Popularität des Rennens wirkt sich deutlich auf die Preise von Sammlerfahrzeugen aus. Für Oldtimer, die durch ihr frühes Baujahr an dem Rennen teilnehmen können, werden in der Regel höhere Preise erzielt als für nur unwesentlich jüngere Modelle, denen eine Teilnahme verwehrt bleibt.
Seit Jahrzehnten sind diese Fahrten eher touristische Schaulauf-Veranstaltungen, viele Teilnehmer und auch Zuschauer kleiden sich in einem späten viktorianischen oder edwardianischen Stil.